# Orde van de Ster van Afrika (Liberia)
De Liberiaanse Orde van de Ster van Afrika (Engels: "Order of the Star of Liberia") werd in 1920 gesticht. 
De vijf graden van de Orde van de Ster van Afrika zijn:
- Grootcommandeur, de grootcommandeurs dragen een kleinood aan een breed lint over de rechterschouder en de grote ster van de Orde op de linkerborst;
- Ridder-commandeur, de ridders-commandeur, men zou van grootofficieren kunnen spreken, dragen het kleinood aan een lint om de hals en een kleinere maar verder identieke ster;
- Commandeur, deze gedecoreerden dragen het kleinood aan een lint om de hals;
- Officier, de officieren dragen en kleinood aan een smal lint met rozet op de linkerborst;
- Ridder, deze gedecoreerden dragen een kleinood aan een smal lint met rozet op de linkerborst.

## De versierselen van de Orde van de Ster van Afrika
Het kleinood is een blauwe negenpuntige ster met een medaillon met blauwe rand. In de armen zijn zilveren stralen en negen blauwe sterren aangebracht.  Als verhoging is een krans van palmbladeren gemonteerd.  De onderscheiding lijkt, afgezien van deze verhoging en het gouden monogram "L" in het medaillon sterk op dat van de Portugese Orde van Onze Lieve Vrouwe van Villa Viçosa
Het lint is blauw-rood-blauw.

## Nederlandse decorandi
- Koningin Juliana - grootcommandeur;
- Prins Bernhard - grootcommandeur;
- W.A. van Heuven - kolonel der Mariniers - officier;
- P.J.S. de Jong (1915 - 2016) - minister-president/ kapitein-ter-zee - officier;
- Gerrit Gesinus Loggers (1900 - 1978), burgemeester van Aalsmeer -  officier (1956);[1]
- Ben Sajet (1887-1986), lid Gemeenteraad van Amsterdam en arts - officier (1956);[2]
- Jakob Vieweg (1863-1933), consul-generaal van Liberia te Amsterdam - commandeur (1899).[3]